# 马科斯·佩雷斯·希门尼斯
马科斯·埃万格利斯塔·佩雷斯·希门尼斯（Marcos Evangelista Pérez Jiménez；1914年4月25日—2001年9月20日），委內瑞拉總統、軍事獨裁者（1952年—1958年）。
希门内斯生於塔奇拉州的米切萊納，1934年畢業於委內瑞拉軍事學校，後入秘魯利馬軍事學院進修。1945年在國內軍校任教時，參加軍事政變，並晉陞少校。1948年任武裝部隊中校參謀長。同年10月，他在美國支持下發動政變，推翻了民选总统羅慕洛·加列戈斯，任軍人執政委員會成員、國防部長，掌握實權，後晉陞為上校。1952年憑軍方勢力讓自己任臨時總統，並推翻了委內瑞拉合眾國（Estados Unidos de Venezuela ：1864年–1953年），於次年成立了委內瑞拉共和國（República Bolivariana de Venezuela），他在1953年成為總統。實施高壓統治，1958年1月被政變下台後，逃往美國，1963年8月被引渡回國，1963年—1968年在委內瑞拉服刑，1969年被流放，後去馬德里定居。